# 水嶋敏夫
水嶋 敏夫（みずしま としお）は、日本の技術者、実業家。トヨタ車体代表取締役社長や、同社代表取締役会長、日本自動車車体工業会会長、名古屋工業会理事長などを務めた。藍綬褒章受章。名古屋工業大学名誉博士。

## 人物・経歴
愛知県出身。1967年名古屋工業大学工学部機械工学科卒業、トヨタ自動車工業（現トヨタ自動車）入社。トヨタ自動車常務を経て、2003年トヨタ車体副社長。2005年からトヨタ車体代表取締役社長を務め、2007年には岐阜車体工業の完全子会社化を行った。2010年トヨタ車体代表取締役会長。同年藍綬褒章受章。2011年日本自動車車体工業会会長、名古屋工業会理事長。2012年名古屋工業大学名誉博士。2013年トヨタ車体相談役・技監。